# Лимонна кислота
Лимо́нна кислота́, цитри́нова кислота́ (2-гідрокси-1,2,3-пропантрикарбонова кислота, C6H8O7) — кристалічна речовина білого кольору, добре розчинна у воді, розчинна в етанолі, малорозчинна в діетиловому етері. Слабка триосновна кислота.
Відкрив і виділив із соку недостиглих плодів лимону 1784 року шведський аптекар Карл Шеєле.

## Отримання
Лимонну кислоту виробляють також за допомогою цвілевого гриба Aspergillus niger.

## Фізичні властивості
- Зовнішній вигляд: білий кристалічний порошок.
- Густина: 1,542 г/см³
- Температура кипіння: розкладається вище 175 °C
- Температура плавлення: 156 °C
- Розчинність у воді: 750 г/л (при 20 °C)

### Ризик для здоров'я людини та дані щодо загальної (не)безпеки
Код ризику: R36/37/38 — лимонна кислота подразнює очі, органи дихання та шкіру. Разово вжита всередину значна кількість лимонної кислоти може спричинити подразнення слизової оболонки шлунку, кашель, біль, криваву блювоту. Під час контакту зі шкірою можливе слабке подразнення. Удихання пилу сухої лимонної кислоти спричиняє подразнення дихальних шляхів.
У 1970-х роках у світі набула поширення містифікація, відома як «вільжюіфський список». Згідно з цим списком лимонну кислоту позначили як сильний канцероген. Направду, жодних підтверджень канцерогенних властивостей лимонної кислоти нема. Медичний інститут у Вільжуіфі (Франція, передмістя Парижа), на дослідження якого посилався список, заперечив своє авторство й наявність подібних досліджень.
Американська FDA визначає лимонну кислоту як GRAS (англ. Generally recognized as safe) й визнає безпечною..
LD50 для щурів перорально: 
- 3 г/кг.

### Заходи безпеки
S26;S37/39 — якщо лимонна кислота потрапить в очі, їх одразу треба промити великою  кількістю води та звернутися до лікаря; із цією речовиною потрібно працювати в захисних рукавицях, засобах захисту очей та обличчя; якщо приміщення недостатньо вентилюють, треба захистити органи дихання респіратором, ефективним для цієї речовини.

### Позначення небезпеки
- Хі (irritant) — спричиняє подразнення.

## Застосування
Лимонну кислоту широко застосовують у харчовій промисловості, для вироблення напоїв, желе, карамелі, як харчовий додаток Е330, залежно від технологічної потреби. Входить до складу деяких косметичних засобів. Дозування не нормоване.

## Технологічна дія
Регулятор кислотності, антиоксидант, комплексоутворювач.